# Cheongnyeon gyeongchal
Cheongnyeon gyeongchal (청년경찰?), noto anche con il titolo internazionale Midnight Runners, è un film sudcoreano del 2017.

## Trama
Due reclute dai caratteri molto differenti, l'esuberante Ki-joon e il riflessivo Hee-yeol, si ritrovano a essere testimoni chiave di un rapimento, ma i loro superiori – essendo impegnati nel frattempo con un caso di vasta risonanza mediatica – non danno loro ascolto. I due decidono allora di mettersi alla ricerca dei criminali da soli.

## Distribuzione
La pellicola ha goduto di una distribuzione a livello nazionale a cura della Lotte Entertainment, a partire dal 9 agosto 2017.